# Watch Dogs
A Watch Dogs (stilizáltan WATCH_DOGS) egy 2014-es nyílt világú, egyjátékos, külső nézetes akciójáték. Fejlesztője a Ubisoft Montreal, kiadója a Ubisoft. 2014 május 27-én jelent meg Microsoft Windows-ra, PlayStation 3-ra, PlayStation 4-re, Xbox 360-ra, és Xbox One-ra. 2014 végére tervezik a játék Wii U-s verzióját.
A játék helyszíne egy alternatív Chicago, ahol az események történnek. Ebben egy hacker  a halott unokahúgáért való bosszújának törekvéseit hajthatjuk végre. A helyszín lehetővé teszi a játékos számára, hogy a fő küldetésektől függetlenül szabadon mozoghasson és felkeressen híres épületeket, parkokat, nyomornegyedeket és egyéb érdekes helyszíneket.
A játék külső nézetű. A világ bejárható gyalogosan vagy járművel. A játékos Aiden Pearce, egy szakképzett hacker, aki a várost irányító "ctOS" rendszert fel tudja törni. Morálisan lehet választani, hogy bűnözők, vagy védelmezők leszünk. Egy online multiplayer is található a játékban, ami lehetővé teszi, hogy akár nyolc játékos is részt vegyen különböző játékmódokban. A multiplayerben beszélgetni is lehet egymással.
A játék fejlesztése már 2009-ben elkezdődött, amibe bele tartozott Chicago feltérképezése is. A fejlesztést felosztották világszerte több Ubisoft stúdió között.

## Soundtrack
A hivatalos soundtrack-ot ami a játékban hallható, Brian Reitzell készítette.
| Watch Dogs Soundtrack | Watch Dogs Soundtrack | Watch Dogs Soundtrack | Watch Dogs Soundtrack | Watch Dogs Soundtrack | Watch Dogs Soundtrack | Watch Dogs Soundtrack | Watch Dogs Soundtrack | Watch Dogs Soundtrack | Watch Dogs Soundtrack |
|                       | Cím                   | Hossz                 |                       |                       |                       |                       |                       |                       |                       |
| --------------------- | --------------------- | --------------------- | --------------------- | --------------------- | --------------------- | --------------------- | --------------------- | --------------------- | --------------------- |
| 1.                    | The Loop              | 4:40                  |                       |                       |                       |                       |                       |                       |                       |
| 2.                    | Ded Sec               | 1:31                  |                       |                       |                       |                       |                       |                       |                       |
| 3.                    | Creepy Caller         | 1:13                  |                       |                       |                       |                       |                       |                       |                       |
| 4.                    | Donovan               | 3:45                  |                       |                       |                       |                       |                       |                       |                       |
| 5.                    | Revelation Number 3   | 2:51                  |                       |                       |                       |                       |                       |                       |                       |
| 6.                    | Computer Underground  | 3:13                  |                       |                       |                       |                       |                       |                       |                       |
| 7.                    | Elevated Trains       | 1:25                  |                       |                       |                       |                       |                       |                       |                       |
| 8.                    | IP Tracking           | 3:28                  |                       |                       |                       |                       |                       |                       |                       |
| 9.                    | Vigilante             | 8:59                  |                       |                       |                       |                       |                       |                       |                       |
| 10.                   | Ghosts of the Past    | 3:12                  |                       |                       |                       |                       |                       |                       |                       |
| 11.                   | On the Lake           | 2:01                  |                       |                       |                       |                       |                       |                       |                       |
| 12.                   | Hackers               | 6:10                  |                       |                       |                       |                       |                       |                       |                       |
| 13.                   | Escape From Chicago   | 2:59                  |                       |                       |                       |                       |                       |                       |                       |
| 41:38                 |                       |                       |                       |                       |                       |                       |                       |                       |                       |

## Fordítás
- Ez a szócikk részben vagy egészben  a   Watch Dogs című angol Wikipédia-szócikk ezen változatának fordításán alapul.  Az eredeti cikk szerkesztőit annak laptörténete sorolja fel. Ez a jelzés csupán a megfogalmazás eredetét és a szerzői jogokat jelzi, nem szolgál a cikkben szereplő információk forrásmegjelöléseként.